# Jakob Sprenger
Jakob Sprenger O.P. (Rheinfelden, 1435 - Estrasburgo, 6 de diciembre de 1495) fue un fraile dominico alemán, más conocido como presunto coautor del tratado medieval Malleus maleficarum.
Nacido en 1435 en Rheinfelden, ingresó a los 17 años en la Orden Dominicana en Basilea. De 1472 a 1488 fue prior del convento de Colonia. Hacia 1475 fue nombrado Inquisidor General de Alemania por el papa Sixto IV. En 1480 se convirtió en el decano de la facultad de Teología de Colonia. Al año siguiente fue nombrado Inquisidor Extraordinario para las provincias de Maguncia, Tréveris y Colonia. Sus actividades le exigían viajes constantes por el enorme distrito.
Su fama se debe a que es el presunto coautor del infame Malleus maleficarum (publicado en 1487), que según investigaciones recientes fue escrito en solitario por el monje Heinrich Kramer, de la misma orden. Por lo visto, Kramer aprovechó la impecable reputación de Sprenger para darle más peso a la obra. La Apologia que sirve de prefacio y que supuestamente está escrita por Sprenger, también sería una falsificación según el secretario de Sprenger, Servatius Vanckel. Tanto Sprenger como Kramer eran inquisidores. Sprenger actuaba contra las prácticas de magia, pero no parece que se dedicara a la caza de brujas.
Sprenger también fundó en 1474 la primera asociación de rosacrucianos de Alemania en Colonia y que se convertiría con el tiempo en la mayor del país, a la que llegaron a pertenecer el emperador Federico III de Habsburgo y su hijo Maximiliano I.